# Diego Gregorio Cadello
Diego Gregorio Cadello (Cagliari, 1º marzo 1735 – Cagliari, 5 luglio 1807) è stato un cardinale e arcivescovo cattolico italiano.

## Biografia

### Formazione e ministero sacerdotale
Nacque a Cagliari nel 1735 dall'illustre giurista Francesco Ignazio, della nobile famiglia dei marchesi di San Sperate, e dalla di lui cugina Angela Cadello. Suo fratello maggiore, Saturnino, fu professore e poi rettore dell'università di Cagliari.
Ricevette la laurea in utroque iure alla Regia Università di Cagliari e nel 1758 fu ordinato presbitero; venne nominato canonico e poi vicario generale. Nel 1781 partecipò ai funerali di fra Ignazio da Laconi, in rappresentanza dell’arcivescovo Vittorio Filippo Melano. Dal 1788 divenne decano del Capitolo metropolitano.

### Ministero episcopale
Nel 1798, da vicario capitolare di Cagliari fu eletto arcivescovo della sua città: nella bolla di nomina, il papa Pio VI approvò la proposta del re Carlo Emanuele IV dicendo che la scelta non poteva essere migliore per le virtù e le benemerenze del candidato. In tale veste, nel 1799 accolse i Savoia in fuga dal Piemonte dalle armate rivoluzionarie francesi.
Quando il papa fu arrestato ed esiliato dalle stesse armate, per il disbrigo degli affari correnti della Santa Sede in Sardegna fu delegato proprio monsignor Cadello.
Nel 1800 il governo dispose il censimento di tutti i beni, inclusi quelli ecclesiastici, al fine di potenziare il servizio dei barracelli; molti ecclesiastici protestarono e richiamarono secolari privilegi per rifiutare il censimento. Allora monsignor Cadello scrisse una circolare dichiarando che quando si trattava di salvaguardare il bene comune il clero faceva bene - ed in coscienza era obbligato - a rispettare le disposizioni civili.
Nel corso del suo governo, compì le visite pastorali non solo nella diocesi di Cagliari, ma anche in quelle aggregate di Iglesias e d'Ogliastra, fatto notevole per quei tempi considerate le difficilissime condizioni di trasporto. Inoltre s'interessò del riscatto degli schiavi presi prigionieri dai pirati mussulmani e ribadì l'importanza del catechismo, attraverso l'azione politica di stimolo ai parroci, attraverso l'azione giuridica di chiusura durante l'ora del catechismo di osterie ed altri esercizi per il tempo libero ed attraverso l'azione culturale di ristampa del catechismo già diffuso dal predecessore monsignor Melano.

### Cardinalato
Papa Pio VII lo elevò al rango di cardinale presbitero nel concistoro del 17 gennaio 1803, su proposta del nuovo re Vittorio Emanuele I; non ricevette titolo cardinalizio. Il 27 marzo ricevette la berretta dal legato apostolico mons. Lorenzo Pamphili, impostagli dal viceré Carlo Felice.
Morì nella sua città natale durante il suo ministero il 5 luglio 1807, all'età di 72 anni, lasciando tutti i suoi beni al seminario.

## Genealogia episcopale e successione apostolica
La genealogia episcopale è:
- Cardinale Scipione Rebiba
- Cardinale Giulio Antonio Santori
- Cardinale Girolamo Bernerio, O.P.
- Arcivescovo Galeazzo Sanvitale
- Cardinale Ludovico Ludovisi
- Cardinale Luigi Caetani
- Cardinale Ulderico Carpegna
- Cardinale Paluzzo Paluzzi Altieri degli Albertoni
- Papa Benedetto XIII
- Papa Benedetto XIV
- Cardinale Carlo Vittorio Amedeo Ignazio delle Lanze
- Cardinale Carlo Giuseppe Filippa della Martiniana
- Arcivescovo Luigi Cusani di Saliano
- Vescovo Giuseppe Domenico Porqueddu
- Cardinale Diego Gregorio Cadello

La successione apostolica è:
- Arcivescovo Francisco Sisternes de Oblites (1798)
- Arcivescovo Nicolò Navoni (1800)
- Vescovo Alberto Maria Giuseppe Andrea Luigi Solinas (1803)
- Arcivescovo Giovanni Antioco Azzei (1805)